# محوطه آذرآباد
محوطه آذرآباد مربوط به هزاره سوم قبل از میلاد است و در شهرستان ایرانشهر، بخش دلگان، دهستان جلگه چاه هاشم، ۲ کیلومتری شمال روستای آذرآباد واقع شده و این اثر در تاریخ ۲۷ اسفند ۱۳۸۶ با شمارهٔ ثبت ۲۲۷۰۷ به‌عنوان یکی از آثار ملی ایران به ثبت رسیده است.اما این اثر باستانی در سال های اخیر مورد حفاری های غیر مجاز قرار گرفته است و  خساراتی جبران ناپذیر  به این بنای تاریخی وارد کرده است. 